# Disputa fronteriza entre Texas y el Gobierno federal de los Estados Unidos
La Disputa fronteriza entre Texas y el Gobierno federal de los Estados Unidos fue un conflicto interno entre el Estado de Texas y el gobierno federal estadounidense en 2024, originado a causa de las políticas del presidente Joe Biden sobre la inmigración, por lo que el Estado de Texas tomó parte de la frontera entre Estados Unidos y México, apropiándose del control de la frontera sin permitir la intervención federal.
El caso surge del intento de Texas de limitar los cruces fronterizos en Eagle Pass recubriendo casi 30 millas de la frontera entre Estados Unidos y México con alambre de púas. Gran parte de este cable está a lo largo de la orilla de un río donde los inmigrantes a veces cruzan hacia Estados Unidos, en Eagle Pass.Esta barrera desafió a la administración Biden y a la ley federal, además de que el estado promulgó una ley permitiendo a los jueces estatales emitir órdenes de deportación, facultad que pertenece al gobierno federal.
La disputa entre Texas y las autoridades federales sobre cómo abordar la crisis migratoria y quién tiene jurisdicción sobre Eagle Pass, se intensificó con el bloqueo de los agentes federales de la Patrulla Fronteriza. Esta área incluye Shelby Park, un parque de la ciudad en el Río Grande que el gobierno estatal cerró con puertas y alambre de púas, lo que impide el acceso de la Patrulla Fronteriza.

## Acontecimientos
El 10 de enero de 2024, las autoridades de Texas bloquearon a los agentes de la Patrulla Fronteriza estadounidense en un área de 4 km en Eagle Pass, tras un aumento en los cruces de migrantes, al erigir un alambre de púas, cercas y puertas para cerrar el acceso a esta área.
El 11 de enero de 2024, la Guardia Nacional de Texas tomó el control de Shelby Park, un área de parque en la ciudad de Eagle Pass, situada a lo largo del Río Grande que separa la frontera entre México y Estados Unidos, después de que el gobernador de Texas, Greg Abbott firmara una declaración de emergencia para cerrar el parque. Abbott citó la crisis fronteriza entre ambas naciones norteamericanas y la necesidad de asegurar dicha frontera en su declaración. La Guardia Nacional de Texas impidió que los agentes de la Patrulla Fronteriza de Estados Unidos patrullaran el área, que la Patrulla Fronteriza había estado utilizando para detener a migrantes en las últimas semanas. El 12 de enero, tras la intervención del Departamento Militar de Texas para «confiscar y asegurar» Shelby Park, dos niños y una madre se ahogaron en una zona cercana del Río Bravo, desencadenando acusaciones mutuas entre funcionarios de Texas y Estados Unidos sobre su responsabilidad en la tragedia. El 13 de enero, Texas permitió el acceso limitado de la Patrulla Fronteriza a la rampa para botes en Shelby Park, pero el 15 de enero, un agente de la Patrulla Fronteriza fue detenido por la Guardia Nacional de Texas mientras intentaba ingresar al área en disputa. Las autoridades texanas negaron acceso a la Patrulla Fronteriza, alegando órdenes para no permitir su entrada, incluso en situaciones de emergencia.
El 22 de enero, la Corte Suprema de Estados Unidos emitió una orden para anular una orden judicial del Tribunal de Apelaciones del Quinto Circuito de Estados Unidos que impedía a los agentes de la Patrulla Fronteriza cortar alambre de concertina, que la Guardia Nacional ha estado utilizando para hacer una cerca en Shelby Park. El fallo se refería a una disputa anterior y no se refería al despliegue de alambre de púas por parte de Texas ni al bloqueo de la entrada de funcionarios federales al parque. El 23 de enero, el Departamento de Seguridad Nacional emitió un ultimátum al procurador general de Texas, Ken Paxton, ordenando la eliminación de «obstrucciones» a lo largo de la frontera y otorgar a la Patrulla Fronteriza acceso total a Shelby Park antes del 26 de enero. El 24 de enero, los representantes demócratas de Texas, Joaquín Castro y Greg Casar, pidieron al presidente estadounidense Joe Biden que establezca un control federal sobre la Guardia Nacional de Texas. Abbott respondió afirmando que Texas se negaría a permitir que las autoridades federales accedieran al parque, prometiendo «proteger la soberanía del estado».  Un enfrentamiento militar entre las autoridades estatales y federales sobre la inmigración es único en la historia moderna de Estados Unidos.
A raíz de la decisión de la Corte Suprema, todos los gobernadores republicanos a nivel estatal, con excepción de Phil Scott, anunciaron su apoyo al gobierno de Texas en la disputa, al igual que el presidente de la Cámara de Representantes, Mike Johnson. El gobernador de Florida, Ron DeSantis, se comprometió además a enviar más recursos después de haber enviado previamente a la Guardia Nacional de Florida para reforzar el gobierno de Texas. El gobernador de Oklahoma, Kevin Stitt, se comprometió a desplegar la Guardia Nacional de Oklahoma para apoyar a Texas. Otros funcionarios republicanos estatales y nacionales respaldaron a Texas.

## Respuesta federal
El Departamento de Seguridad Nacional de los Estados Unidos fijó el 17 de enero como fecha límite para que las autoridades de Texas pongan fin a su bloqueo en Eagle Pass y permitan a los agentes federales reanudar las operaciones en la zona. En caso de que Texas no accediera a cumplir con esta solicitud al final del día, indicó que remitiría el asunto al Departamento de Justicia.Así, el 22 de enero, la Corte Suprema permitió que la Patrulla Fronteriza retirara el alambre de púas instalado por Texas, mientras que el estado continuó desafiando la orden federal al ordenar que construyan más. El 23 de enero, el DHS reiteró su exigencia de acceso completo a Shelby Park para la Patrulla Fronteriza y, el 26 de enero, se estableció un segundo plazo para que Texas aceptara reabrir completamente el acceso disputado en Shelby Park.

## Reacciones

### Reacciones Internas
Al menos diez estados (gobernados por republicanos) han enviado a la Guardia Nacional u otras fuerzas del orden en apoyo a Texas, y veinticinco gobernadores republicanos emitieron una declaración conjunta apoyando a Abbott, culpando a la administración del presidente Joe Biden por negarse a tomar medidas para abordar la crisis fronteriza.
El expresidente de los Estados Unidos, Donald Trump, ha alentado a los estados a desplegar tropas en la frontera de Texas con México tras la disputa entre Abbott y Biden. Además, las reacciones a favor del movimiento «Make America Great Again» se han visto en aumento con la compra y venta de gorras publicitarias en esta zona.
Los movimientos independentistas texanos, bajo el denominado 'TEXIT', han tomado influencia en internet al presidir la página web del Texas Nationalist Movement (Movimiento Nacionalista Texano) y proclamando la transferencia de las competencias sobre inmigración para controlar la entrada de inmigrantes al margen de lo que se decida en el conjunto del país.

### Reacciones Internacionales
La secretaria de Relaciones Exteriores de México, Alicia Bárcena, defendió el enfoque de su país en la gestión de la crisis migratoria en la frontera con Estados Unidos, argumentando que la responsabilidad no puede imputarse sólo a las autoridades mexicanas, añadiendo la necesidad de asociación y acuerdo de ambos países para abordar la migración.
En República Popular China, en la red social Sina Weibo, se ha difundido información errónea sobre una «guerra civil» en Texas fomentando la idea de independencia de Texas bajo el hastag «#TexasDeclaresAStateOfWar».